# 錢吉略區
14°39′50″S 75°13′22″W / 14.6640°S 75.2228°W
錢吉略區（西班牙語：Distrito de Changuillo）是秘魯的一個區，位於該國中南部伊卡大區的納斯卡省，始建於1945年1月12日，面積946.9平方公里，海拔高度244米，2005年人口2,214，人口密度每平方公里2.3人。